# XIII Brygada Kawalerii
XIII Brygada Kawalerii (XIII BK) – brygada kawalerii Wojska Polskiego II RP.

## Historia brygady
XIII Brygada Kawalerii została sformowana w 1924 roku w wyniku pokojowej reorganizacji wielkich jednostek jazdy. W tym okresie zmieniono również terminologię. Słowo „jazda” zamieniono na „kawaleria".
XIII BK wchodziła w skład 2 Dywizji Kawalerii. Dowództwo brygady stacjonowało w Płocku.
W 1937 roku, w ramach kolejnej reorganizacji kawalerii, dowództwo brygady zostało zlikwidowane, a oba pułki podporządkowane dowódcy Mazowieckiej BK.

## Dowódcy brygady
- płk kaw. Mikołaj Antoni Koiszewski (1 VI 1924[1] - 17 XI 1926 → dyspozycja szefa Dep. Kaw. MSWojsk.[2])
- płk dypl. kaw. Marian Mochnacki (17 XI 1926[3] - 1 I 1931 → stan spoczynku[4])
- płk kaw. inż. Zygmunt Podhorski (4 VII 1935[5] - IV 1937 → dowódca Suwalskiej BK)

## Organizacja pokojowa XIII BK
- dowództwo XIII Brygady Kawalerii w Płocku
- 11 pułk Ułanów Legionowych
- 4 pułk strzelców konnych Ziemi Łęczyckiej